# Wasserstandsregulierung
Wasserstandsregulierung ist ein Begriff aus der Wasserwirtschaft. Das Wort setzt sich aus den zwei an sich eigenständigen Begriffen Wasserstand und Regulierung zusammen. Sie ist die Sicherung eines natürlichen oder künstlichen Gewässers mit seinem Umfeld und seinen Bezügen, vor Zulauf bzw. Ablauf, der das jeweils vorgegebene Pegelmaß überlaufen bzw. unterlaufen könnte.
Der Begriff „Wasserstandsregulierung“ findet seine Anwendung überall dort, wo Wasser bewirtschaftet wird: in landeskultureller Wasserwirtschaft, für die Trink-, Brauch- und industrielle Wasserwirtschaft und zwar unabhängig von der Art  (ob Fluss, See oder Kanal) und Größe in Länge, Breite und Tiefe des Gewässers. Instrumente der Wasserstandsregulierung sind  – je nach Zweckbestimmung –  nach innen oder außen wirkende natürliche Hindernisse, künstliche Sperranlagen wie aufgeschüttete Deiche bzw. gesetzte Spund-, Mauer- oder Betonwerke sowie den Zulauf bzw. Ablauf regelnde Schleusen- oder Sielanlagen, dazu auch Schöpf- bzw. Pumpwerke.